# Olga Oelkers

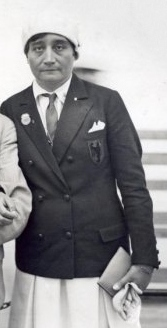

Olga Oelkers, später Caragioff, (* 21. Mai 1887 in Alexandria; † 10. Januar 1969 in Frankfurt am Main) war eine deutsche Fechterin. 
Olga Oelkers focht für den Fechtclub Offenbach. 1928 gewannen zwei Florettfechterinnen des Fechtclubs Offenbach bei deutschen Meisterschaften: Helene Mayer siegte bei der Meisterschaft des Deutschen Fechter-Bundes (DFB); Olga Oelkers siegte bei der Meisterschaft des Deutschen Turner-Bundes (DTB). Zusammen mit Erna Sondheim fuhren die beiden Fechterinnen zu den Olympischen Spielen nach Amsterdam. Dort gewann Helene Mayer die Goldmedaille, Olga Oelkers erhielt Bronze und Erna Sondheim belegte den vierten Platz. Nach diesem Sieg wurde Olga Oelkers von Karl Friedrich Lippmann porträtiert, das Bild gilt jedoch nach Veräußerung im Antiquitätenhandel als verschollen.
1930, 1932 und 1933 konnte Olga Oelkers erneut die Fechtmeisterschaft des DTB gewinnen, 1932 siegte sie auch bei der Meisterschaft des DFB. Nachdem die deutsche Florett-Mannschaft mit Hedwig Haß, Henni Jüngst, Olga Oelkers und Leni Oslob 1934 die Silbermedaille und 1935 die Bronzemedaille bei den internationalen Meisterschaften holte, gewann sie 1936 den Titel.